# Yang Jian (Wasserspringer)
Yang Jian (chinesisch 杨健, Pinyin Yáng Jiàn, * 10. Juni 1994 in Luzhou) ist ein chinesischer Wasserspringer, der im Turmspringen antritt.

## Werdegang
Mit vier Jahren übte Yang Jian anfangs im Kunstturnen, weil ihm seine Eltern gute Gesundheit wünschten. Fünf Jahren danach startete Yang mit dem Wasserspringen, in dem ihm die Herausforderung gefallen hat. Gesehen als Vorbild seine Landsmännin Gao Min, führte Yang
eine Reihe von aufreibenden Sprüngen aus und eventuell bekannt als der „König der Schwierigkeit“. Damit stellte er im Jahr 2014 in London einen Weltrekord für einzelnen Sprung auf und zählt zu den wenigen Leuten, die im Wettkampf 600 Punkte überschritten haben. Unterbrochen zweimal von Verletzungen nahm Yang erst im Alter von 27 Jahren an den Olympischen Spielen teil, als seiner ein Jahr jüngere Teamkollege Cao Yuan schon eine dreimal Reise dazu machte. Bei Tokio 2020 gewann er eine Silbermedaille.